# Kakrala
Kakrala è una suddivisione dell'India, classificata come municipal board, di 32.380 abitanti, situata nel distretto di Budaun, nello stato federato dell'Uttar Pradesh. In base al numero di abitanti la città rientra nella classe III (da 20.000 a 49.999 persone).

## Geografia fisica
La città è situata a 27° 53' 34 N e 79° 11' 47 E e ha un'altitudine di 159 m s.l.m..

## Società

### Evoluzione demografica
Al censimento del 2001 la popolazione di Kakrala assommava a 32.380 persone, delle quali 17.286 maschi e 15.094 femmine. I bambini di età inferiore o uguale ai sei anni assommavano a 6.612, dei quali 3.416 maschi e 3.196 femmine. Infine, coloro che erano in grado di saper almeno leggere e scrivere erano 13.791, dei quali 8.279 maschi e 5.512 femmine.